# 刘明康
刘明康（1946年8月28日—），生于上海，籍贯福建省福州市，1988年2月加入中国共产党，1965年9月参加工作。曾任中国银行行长，中国银行业监督管理委员会主席。中共第十六届中央候补委员，第十七届中央委员。
刘明康曾在1985年1月到1987年2月在英国倫敦城市大學卡斯商学院学习，获工商管理学硕士学位；2001年11月又在英国倫敦城市大學获得名誉博士学位。

## 官方简历
- 1965年9月至1976年1月在江苏省丹阳市河阳乡插队。
- 1976年1月至1979年6月在江苏省丹阳市轧钢厂当工艺员。
- 1979年6月至10月任江苏省丹阳市总工会干部。
- 1979年10月至1984年7月任中国银行江苏省分行干部。
- 1984年7月至1987年5月任中国银行伦敦分行部门经理。
- 1987年5月至1988年9月任中国银行江苏省分行信托投资公司总经理。
- 1988年9月至1992年11月任中国银行福州市分行副行长。
- 1992年11月至1993年1月任中国银行福建省分行行长、党组书记。
- 1993年1月至1994年1月任福建省副省长兼省政府秘书长。
- 1994年1月至1998年3月任国家开发银行副行长。
- 1998年3月至1999年3月任中国人民银行副行长，1999年3月起兼任党委副书记。
- 1999年7月至2000年6月任中国光大集团董事长、党组书记。
- 2000年2月至2003年3月任中国银行董事长、行长、党委书记。
- 2003年3月至2005年4月任中国银行业监督管理委员会主席、党委副书记。
- 2005年4月至2011年10月任中国银行业监督管理委员会主席、党委书记。
- 2012年6月至今任中山大学岭南（大学）学院名誉院长[4]。

## 所获荣誉
- 2010年 第一财经金融价值榜 年度金融思想家[5]
- 2011年 第一财经金融价值榜 年度金融风云人物[6]